# Adolfo Lastretti
Adolfo Lastretti (Tempio Pausania, 18 novembre 1937 – Loiano, 5 maggio 2018) è stato un attore e doppiatore italiano.

## Biografia
Per motivi di lavoro della famiglia si trasferì presto a Rapallo, dove compì gli studi e nel 1957 recitò nel cortometraggio La spiaggia. Invogliato a fare l'attore, nel 1959, durante il periodo universitario a Genova, vinse un concorso nazionale che fu l'inizio del suo iter artistico.
Si stabilì a Roma, dove nel 1960 ottenne una borsa di studio per iscriversi all'Accademia nazionale d'arte drammatica "Silvio D'Amico". La abbandonò quando due anni dopo superò un provino per interpretare Fogli d'album, uno spettacolo teatrale ideato da Giancarlo Menotti per il Festival di Spoleto.
Negli anni sessanta e settanta continuò la sua carriera come caratterista in vari film al fianco di grandi attori come James Coburn, Alain Delon, Jean-Paul Belmondo, Richard Roundtree, fino al ritiro dalle scene nel 2003 dopo la partecipazione alla soap opera Vivere.
Morì il 5 maggio 2018 a causa di una patologia cardiaca. Per sua volontà nessun funerale ma una cerimonia buddista.

## Filmografia parziale

### Cinema
- Joe... cercati un posto per morire!, regia di Giuliano Carnimeo (1968)
- Vedove inconsolabili in cerca di... distrazioni, regia di Bruno Gaburro (1968)
- Paroxismus (Venus in Furs), regia di Jesús Franco (1969)
- Corbari, regia di Valentino Orsini (1970)
- Confessione di un commissario di polizia al procuratore della repubblica, regia di Damiano Damiani  (1971)
- Una ragione per vivere e una per morire, regia di Tonino Valerii (1972)
- Los amigos, regia di Paolo Cavara (1972)
- Scipione detto anche l'Africano, regia di Luigi Magni (1974)
- Borsalino and Co., regia di Jacques Deray (1974)
- Flic Story, regia di Jaques Deray (1975)
- I quattro dell'apocalisse, regia di Lucio Fulci (1975)
- Il giustiziere sfida la città, regia di Umberto Lenzi (1975)
- Lo zingaro, regia di José Giovanni (1975)
- Liebes Lager, regia di Lorenzo Gicca Palli (1976)
- Napoli spara!, regia di Mario Caiano (1977)
- Napoli si ribella, regia di Michele Massimo Tarantini (1977)
- Il leone del deserto, regia di Moustapha Akkad  (1981)
- Dolce far niente, regia di Nae Caranfil (1998)

### Televisione
- Le inchieste del commissario Maigret, episodio Il ladro solitario (1972)
- Sul filo della memoria, regia di Leandro Castellani (1972)
- Nessuno deve sapere, regia di Mario Landi (1973)
- Il passatore, regia di Piero Nelli (1977)
- Nel silenzio della notte, regia di Mario Caiano (1979)
- Colpo di grazia alla Sezione III, regia di Enzo Tarquini (1981)
- Patto con la morte, regia di Gian Pietro Calasso (1982)
- Cinque inchieste per un commissario (episodio Alibi a doppio taglio), regia di Andrea Camilleri (1982)
- Padre Pio, regia di Carlo Carlei (2000)
- Vivere, registi vari (dal 1999 al 2003)

## Doppiaggio

### Cinema
- Jerry Hardin in Crazy Runners - Quei pazzi pazzi sulle autostrade[2]
- David Kelly in Tir-na-nog (È vietato portare cavalli in città)
- John Ireland in L'assassino della domenica
- Warner Anderson ne I senza Dio (ridoppiaggio)
- Ken Carpenter in Hellraiser III
- Jeremy Slate in Incubo in corsia
- Carl Lange in Stalingrado (ridoppiaggio)

### Televisione
- Werner Klemperer in Gli eroi di Hogan
- KITT in Supercar (st. 1)
- Allan Miller in Nero Wolfe (2ª voce)
- Gary Merrill ne Il giovane Dr. Kildare
- Alex Courtney ne Guerra al virus
- Michael Canavaugh in Starman
- Frederick Jaeger in Special Branch